# Rio dos Papagaios
Der Rio dos Papagaios ist ein etwa 32 km langer rechter Nebenfluss des Rio Iguaçu im Südosten des brasilianischen Bundesstaats Paraná.

## Etymologie
Der Name Rio dos Papagaios bedeutet auf Deutsch Papageienfluss.

## Geografie

### Lage
Das Einzugsgebiet des Rio dos Papagaios befindet sich auf dem Segundo Planalto Paranaense (Zweite oder Ponta-Grossa-Hochebene von Paraná).
Es liegt vollständig innerhalb des Umweltschutzgebiets Área de Proteção Ambiental da Escarpa Devoniana oberhalb der Schichtstufe der zweiten zur ersten Hochebene.

### Verlauf
Sein Quellgebiet liegt auf der Grenze zwischen den drei Munizipien Palmeira, Balsa Nova und Campo Largo. Etwa 8 km südwestlich davon liegt die Mennoniten-Kolonie Witmarsum. Der Ursprung des Flusses liegt auf 1.143 m Meereshöhe etwa 5 km nordöstlich der Rodovia do Café (BR-376).
Der Fluss verläuft überwiegend in südlicher Richtung. Er stellt in seinem gesamten Verlauf die Grenze zwischen den Munizipien Balsa Nova und Palmeira dar.
Etwa 15 km vor seiner Mündung wird er von der BR-277 überquert. Im Jahr 1876 bauten deutsche Einwanderer anlässlich eines Besuchs von Kaiser Peter II. den steinernen Ponte dos Papagaios oder Ponte de Dom Pedro über den Fluss, der seit 1974 als Baudenkmal unter dem Schutz des Staates Paraná steht.
Der Fluss mündet auf 832 m Höhe von rechts in den Rio Iguaçu. Er ist etwa 32 km lang.

### Munizipien im Einzugsgebiet
Am Rio dos Papagaios liegen die zwei Munizipien Balsa Nova und Palmeira.